# Николаевка (Туймазинский район)
Николаевка (баш. Николаевка) — село в Туймазинском районе Республики Башкортостан Российской Федерации. Административный центр Николаевского сельсовета.

## География

### Географическое положение
Расстояние до:
- районного центра (Туймазы): 26 км,
- ближайшей ж/д станции (Кандры): 16 км.

## Население
| 2002 | 2009 | 2010 |
| ---- | ---- | ---- |
| 648  | ↗722 | ↗724 |

Национальный состав
Согласно переписи 2002 года, преобладающие национальности — башкиры (63 %), русские (30 %).

## Инфраструктура
Личное подсобное хозяйство с зоной сельскохозяйственного использования, индивидуальная застройка усадебного типа.
СОШ с. Николаевка, детский сад с. Николаевка, сельскохозяйственное предприятие Инкубатор Серафимовский.

## Транспорт
Николаевка  доступна автотранспортом. Остановка общественного транспорта «Николаевка» на автодороге регионального значения «Белебей — Николаевка — Туймазы — Бакалы» (идентификационный номер 80 ОП РЗ 80К-002).